# Brobergen (Adelsgeschlecht)

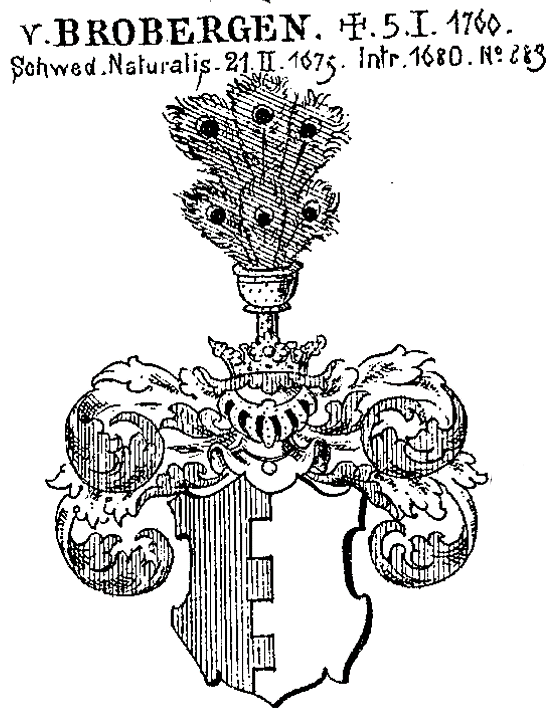
Wappen derer von Brobergen

Die Herren von Brobergen waren ein deutsches Adelsgeschlecht, das aus Brobergen an der Oste stammte und später auch im Baltikum auf Oesel und in Schweden ansässig war.

## Geschichte
1141 wird in einer Urkunde des Grafen Rudolf von Stade erwähnt, dass die drei Brüder Dudo, Adiko und Ricbert das Marienkloster in Stade gründeten und daraufhin einer von den dreien Brobergen als Lehen erhielt. Damals war noch die ganze Gegend entlang der Oste von Gräpel bis Burweg gemeint, es handelt sich um einen niederdeutschen Flurnamen, der die Berge im Brook, also im Bruch, bezeichnet. Doch schon 1286 nennt sich einer ihrer Nachfahren Otto de Brocberge, der seinen Sitz auf einer wahrscheinlich um 1270 entstandenen Burg, der borch to brogberghen, hatte. Die Familie war über zwei Jahrhunderte immer wieder in Fehden mit der Familie Marschalck von Bachtenbrock verwickelt, die im benachbarten Kranenburg und auf dem Geesthof ihren Stammsitz hatte. Neben den andauernden Fehden gab es aber auch mehrere Hochzeiten zwischen den Familien.
Das Adelsgeschlecht derer von Brobergen war auf dem Gut Holländer Höfe ansässig, dieses Gut wurde 1618 an einen von Düring vererbt, der es einige Jahre später verkaufte. Die Familie hatte aber auch Güter in Basbeck, Wohlenbeck, Oberndorf und Estebrügge. Die letzte der Familie in Deutschland war Catharina Margareta von Brobergen, die am 7. Dezember 1745 starb. Sie lebte auf dem Familiensitz in Basbeck.
Lorenz von Brobergen, Sohn des Heinrich von Brobergen, Bürgermeister und Lizentverwalter zu Arensburg auf Oesel, wurde zusammen mit seinen sechs Brüdern am 21. Februar 1678 als Edelmann in Schweden naturalisiert und 1683 sub 883 introduziert. Sein Sohn Heinrich war Landrichter auf Oesel. Dessen Söhne, schwedische Offiziere, verstarben unverheiratet. Die Nachkommenschaft der übrigen Brüder des Lorenz in Schweden ist 1760 erloschen.

## Wappen
Blasonierung: Der Schild vorne rot, hinten silber durch Zinnenschnitt gespalten. Auf dem gekrönten Helm ein goldener Köcher (Wedel) mit Pfauenfedern. Die Helmdecken sind rot-silbern.
Das Wappen derer von Brobergen wird seit dem 31. März 1948 von der Gemeinde Brobergen in Gebietsnachfolge des Adelsgeschlechts getragen. Nach der Eingemeindung nach Kranenburg erscheint das Broberger Wappen seit 1983 vorne unten im Gemeindewappen. Es wird ebenfalls im Wappen von Basbeck verwendet, wo es vertikal gespiegelt rechts und links im Hintergrund auftaucht. Im Wappen von Oberndorf erscheint es unten.

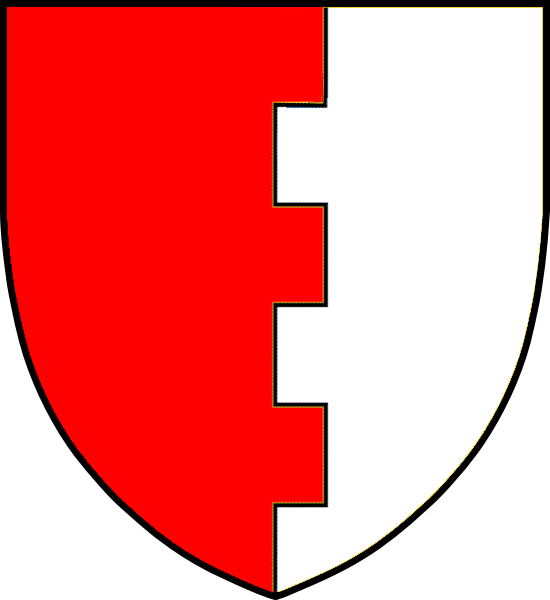
Wappen derer von Brobergen
Wappen des Dorfes Brobergen
Wappen der Gemeinde Kranenburg
Wappen der Gemeinde Oberndorf
Wappen Basbecks

## Trivia
Ein fiktiver Ritter Roland von Brobergen erscheint im Roman Die Tochter der Raubritterin von Kari Köster-Lösche.